# Callistola tripartita
Callistola tripartita es un coleóptero de la familia Chrysomelidae.
Fue descrita científicamente por primera vez en 1883 por Fairmaire.